# Lophophore de Lhuys
Lophophorus lhuysii
Espèce
Statut de conservation UICN

 VU C2a(i) : Vulnérable
Statut CITES
Le Lophophore de Lhuys (Lophophorus lhuysii) est une espèce d'oiseaux de la famille des Phasianidae.
Son nom est attribué à Édouard Drouyn de Lhuys (1805-1881).

## Distribution
Cet oiseau peuple le centre de la Chine : Sichuan, sud du Gansu, nord-ouest du Yunnan, sud-est du Tibet.

## Habitat
Il habite les prairies de haute montagne, au-delà de l’étage forestier (3 700 à 4 000 m), à buissons de Rhododendron, Sabina, Potentilla et Caragana, parsemées de rochers et entrecoupées de ravins.

## Alimentation
Les bulbes de fritillaires Fritillaria (liliacée) sont considérés depuis les premiers auteurs comme la nourriture dominante mais les études plus récentes de Lu & Liu (1986) ont recensé d’autres aliments comme des fleurs, de jeunes feuilles, des racines et des pousses d’une anémone Anemone rivularis, le populage des marais Caltha palustris, des primevères Primula sp., un oignon Allium pratti et un aconit Aconitum talsiense. Rimlinger et al. (2000), d’après des contenus d’estomacs, ont répertorié des rhizomes de Cardamine tangutorum (40 %) et des larves d’une mouche Bibio sp. (38 %) abondante en mars.

## Comportement non social
Rimlinger et al. (2000) ont remarqué que les lophophores en nourrissage se déplacent assez peu en fréquentant un territoire restreint, la distance quotidienne moyenne étant de 490 m, été comme hiver. Ils se nourrissent à différentes périodes de la journée avec des pics d’activité vers 6-7 h, entre 10 et 12 h et surtout entre 15 et 17 h.

## Comportement social
He et al. (1988) signalent que les groupes observés en reproduction sont des oiseaux non reproducteurs, jeunes ou adultes. Les mâles reproducteurs peuvent rejoindre ces groupes dans la journée alors que les femelles couvent mais ils retournent se percher près du nid le soir ce qui incite à penser que ce lophophore est monogame.

## Parade nuptiale
Rimlinger & Whitman (1986) et Ruan et al. (1993) ont fait des observations sur le comportement nuptial en captivité dont voici le résumé. Le cri de parade du mâle est émis d’un perchoir élevé dans une posture avec le cou tendu en avant. Il aborde ensuite la femelle dans une attitude tête baissée ou levée tout en redressant la queue et en abaissant les ailes pour exhiber son dos blanc. Dans cette posture, il tourne autour de la femelle à petits pas. En parade frontale, il prend une autre posture en exhibant ses parties inférieures noires tout en déployant sa queue restée en contact avec le sol. Peu avant l‘accouplement, il met son corps à l’horizontale, relève la queue tout en l’ouvrant largement en éventail, écarte amplement les ailes et les agite frénétiquement. Il existe aussi un vol nuptial plané avec les ailes et la queue largement déployées comme chez le lophophore resplendissant.

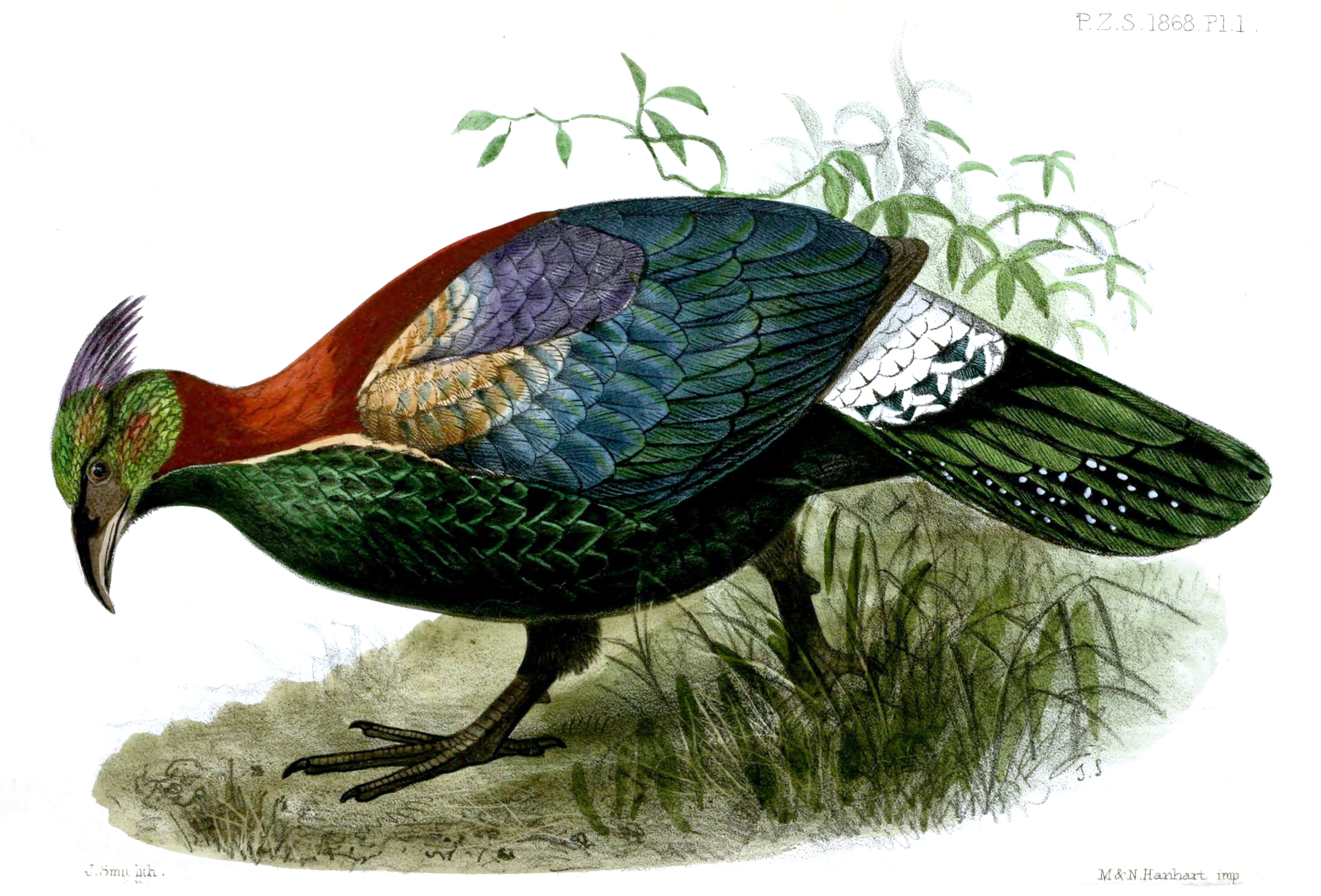
LophophorusLhuysiiSmit. Lithographie, Joseph Smit (1868).

## Nidification
Le site de nidification est invariablement une cavité ou une niche de rocher. L’incubation, la défense du nid et l’élevage des jeunes incombent à la femelle seule.

## Statut et conservation
Le Lophophore de Lhuys est répertorié comme « vulnérable » par Fuller & Garson (2000) mais des réserves naturelles, notamment dans le Sichuan et le Gansu, ont été créées par le gouvernement chinois et 14 nouvelles aires mises en place pour la protection du panda géant profiteront au lophophore.